# Xystrota domarita
Xystrota domarita är en fjärilsart som beskrevs av William Schaus 1940. Xystrota domarita ingår i släktet Xystrota och familjen mätare. Inga underarter finns listade i Catalogue of Life.